# کنسرتو ویولن (چایکوفسکی)
کنسرتو ویولن (انگلیسی: Violin Concerto) در ر ماژور اپوس ۳۵، توسط پیوتر ایلیچ چایکوفسکی در سال ۱۸۷۸ نوشته شده و یکی از مشهورترین کنسرتوهای ویولن است.

## آهنگسازی
این قطعه در کلارنس، تفریح‌گاهی سوئیسی در سواحل دریاچه ژنو نوشته شده‌است. جایی که چایکوفسکی برای بهبودی و رفع افسردگی‌های ناشی از ازدواج فاجعه‌آمیز خود با آنتونینا میلیوکووا رفته بود. چایکوفسکی با وجودی که زمان استراحتش بود، دوباره منبع الهام خود را به دست آورد و کار با سرعت به پیش رفت و طی یک ماه به پایان رسید.
از آنجا که چایکوفسکی ویولونیست نبود، برای تکمیل بخش تکنوازی، با یوسیف کوتِک نوازندهٔ ویولن (از شاگردان یوزف یواخیم و در سوییس به وی پیوسته بود) به مشاوره می‌پرداخت. چایکوفسکی می‌خواست اجرای این کنسرت را به یوسیف کوتک واگذار کند، اما با شایعات موجود، احساس کرد که این کار بدون شک باعث می‌شود ماهیتِ واقعی روابط او با مرد جوان برملا شود (آنها تقریباً و مطمئناً در یک مقطع عاشق هم بودند و چایکوفسکی همیشه در درد و رنج بود تا همجنسگرایی خود را از عموم مردم پنهان کند). چایکوفسکی پس از آن با کوتک قطع رابطه کرد و معتقد بود این رابطه به زندگی حرفه‌ای او آسیب می‌رساند. با این حال او قطعهٔ «والس-اسکرتسو برای ویولن و ارکستر» را که در سال ۱۸۷۷ نوشته بود، هنگام انتشار در سال ۱۸۷۸ به کوتک اهدا کرد.
چایکوفسکی ابتدا اجرای این کنسرتو را به لئوپولد آوئر استاد کنسرواتوار پترزبورگ سپرد اما وی به دلیل مشکلات فنی از اجرای آن امتناع ورزید و سرانجام ۴ سال بعد این کنسرتو توسط آدولف برودسکی در ۴ دسامبر ۱۸۸۱ برای اولین بار در وین به اجرا درآمد.

## ساختار

### سازبندی
این کنسرتو برای ویولن سولو، ۲ فلوت، ۲ ابوا، ۲ کلارینت در لا و سی بمل، ۲ فاگوت، ۴ هورن در فا، ۲ ترومپت در ر، تیمپانی و ارکستر زهی نوشته شده‌است.

### فرم
قطعه در سه موومان ساخته شده‌است:
1. آلگرو مدراتو (، ر ماژور)
2. کانستونتا[ج]: آندانته (3
4، سل مینور)
3. فینال: آلگرو ویواچیسیمو (2
4، ر ماژور)

در بین موومان دوم و سوم ارکستر توقف و سکوت نمی‌کند و اجرای کامل این قطعه حدود ۳۵ دقیقه طول می‌کشد.

#### موومان اول
موومان اول در فرم سونات است و به بخش‌های مقدمه، گشایش، بسط و گسترش، بازگشایش و کدا تقسیم می‌شود. ابتدا بخش مقدمه را ارکستر به صورت مختصر با تمی در ر ماژور اجرا می‌کند، این تم مانند شروع کنسرتو پیانو شماره ۱، هرگز دوباره ظاهر نمی‌شود، سپس تکنواز با شروعی شبیه کادنزا جواب ارکستر را می‌دهد و تم اصلی را در «گشایش»، آوازگونه آغاز می‌کند. پس از آن تکنواز با حرکت‌هایی شامل پاساژهای سریع و آکوردهای سه‌صدایی در گام، «تم دوم» آرام در لا ماژور شروع می‌شود. این احساس به تدریج تشدید می‌شود که ورود ارکستر کامل با «تم اول»، این بخش به اوج باشکوهی می‌رسد و رضایت‌بخش‌ترین «ورود» در ادبیات موسیقی رتبه‌بندی شده‌است.
بخش بسط و گسترش با مجموعه‌ای از تغییرات کروماتیکی و ظاهری تصادفی آغاز می‌شود که تکنواز ویولن به تغییرات ظریفی روی تم اصلی می‌پردازد و در نهایت به دو ماژور ختم می‌شود. در ادامه تم اصلی در فا ماژور توسط ارکستر قهرمانانه دنبال می‌شود. پس از آن کادنزا ظهور می‌کند که در اینجا چایکوفسکی از تکنواز می‌خواهد که آن را در بالاترین قسمت نت‌های ویولن اجرا کند. پس از کادنزا که با یک تریل به پایان می‌رسد، ارکستر دوباره ظاهر می‌شود و با خلاصه‌ای از تم اصلی در ر ماژور و پس از تکرار تم دوم، همچنین در ر ماژور، مسابقۀ ارکستر و تکنواز با یک کدای سریع به پایان می‌رسد.

#### موومان دوم
موومان دوم میزانی سه‌ضربی، نسبتاً آهسته و لحن تیره‌ای دارد. این قسمت با مقدمه‌ای کوتاه شبیه موسیقی کرال در بادی‌های چوبی شروع می‌شود و به دنبال آن تم اصلی در سل مینور با تکنوازی ویولون معرفی می‌گردد با یک ملودی ساده و «آوازگونه» که «شیرین و در عین حال مالیخولیایی» است. در ادامه پس از یک وقفهٔ کوتاه توسط ارکستر، منجر به بخش روشن‌تری در می ماژور می‌شود. سپس تکرار تم اول باعث ایجاد مدولاسیون می‌شود و با مجموعه‌ای از آکوردهای ارکسترال که «بدون وقفه» اجرا می‌گردد، در وصل به موومان سوم محو می‌شوند.

#### موومان سوم
موومان سوم یا فینال به‌طور مشخص بر اساس موسیقی روسی شکل می‌گیرد: یک زمینه نوا مانند همراهی‌کننده، اجرای تم اول روی «سیم سل» که به موسیقی صدایی «عمیق، طنین‌انداز و کمی خش‌دار» می‌دهد، آهنگی که سرعت آن سریع و سریعتر می‌شود، ملودی شاعرانه با الهام از موسیقی محلی روسیه و در نهایت با حلقه‌هایی تکراری از تم همراه است. این کار با مقدمه‌ای ارکسترال و پرجنب‌وجوش آغاز می‌شود که پس از آن با تکنوازی ویولن، تم اصلیِ رقص به ر ماژور ختم می‌شود. بخش بعدی «کمی آرام‌تر» «تم دوم» را معرفی می‌کند که شامل یک سری از واریاسیون‌ها است. بعد از آن تکنواز «آرام آرام سرعت» می‌گیرد و با تم اول به فا ماژور بازمی‌گردد. سپس تم دوم در سل ماژور تکرار می‌شود، تم اول یک بار دیگر ظاهر شده که منجر به یک کدای چیره‌دستانه از تکنواز است که قطعه را به شکلی عالی به پایان می‌رساند.

## یادداشت
1. ↑   Clarens
2. ↑   Antonina Miliukova
3. ↑  Iosif Kotek
4. ↑  Leopold Auer
5. ↑  Adolph Brodsky
6. ↑  Canzonetta
7. ↑  cantabile
8. ↑  attacca subito
9. ↑  Poco meno mosso
10. ↑  Poco a poco stringendo